# Staffetta

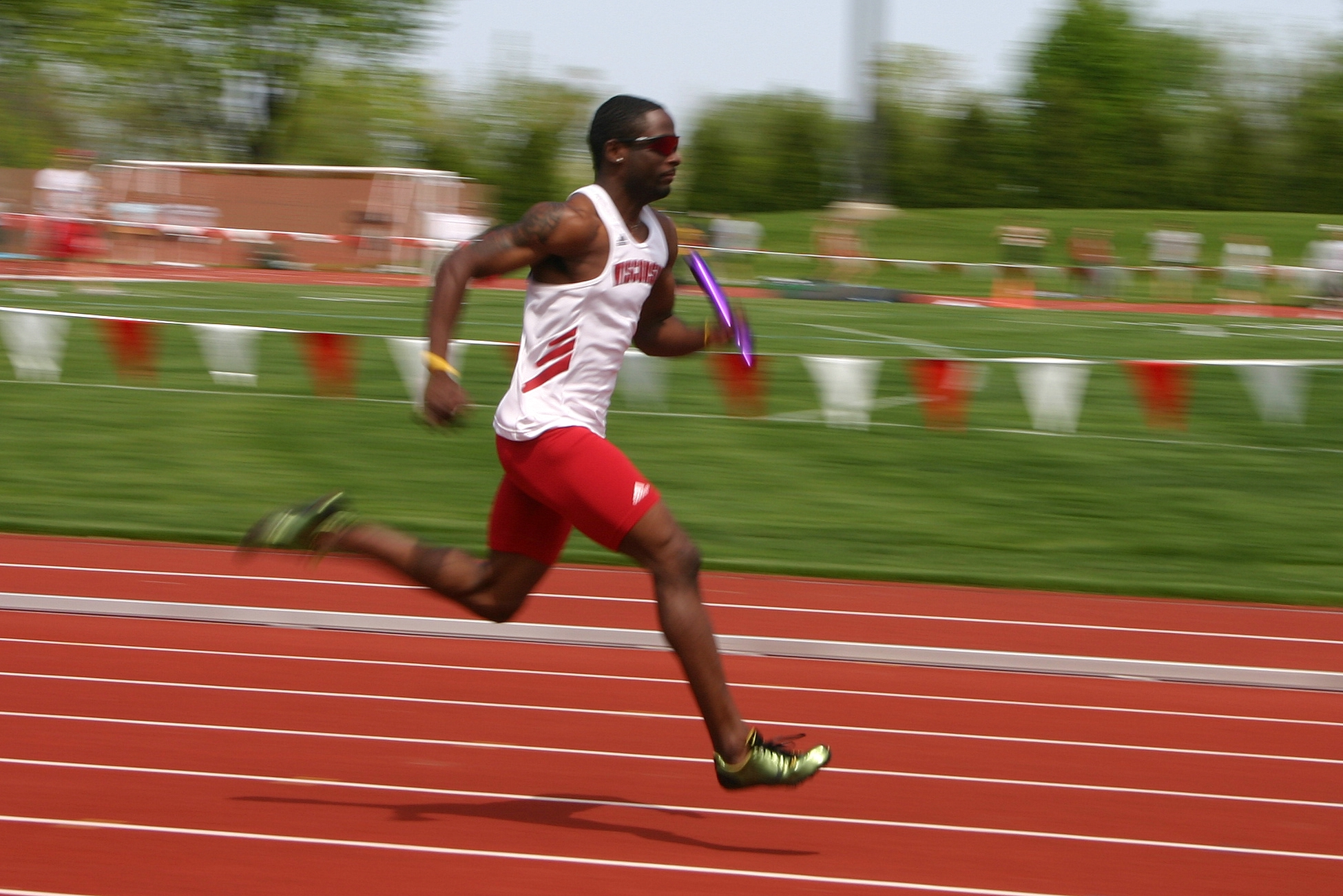
Un atleta impegnato durante una staffetta

La staffetta è una variante a squadre di competizioni sportive singolari nella quale, per ogni squadra, compete un singolo atleta alla volta e in successione.
Nelle gare di atletica leggera il cambio tra un atleta e un altro avviene tramite il passaggio del testimone, una bacchetta di legno o di materiale plastico che attesta l'avvenuta successione, e che deve accompagnare la squadra dall'inizio alla fine della gara; nelle gare di nuoto il cambio tra atleti avviene quando colui o colei che termina la propria frazione tocca con la mano il bordo della vasca dal quale deve partire lo staffettista successivo.
Essendo la staffetta una gara che coinvolge diversi atleti (solitamente quattro) normalmente abituati alle corse in singolo, essa richiede una preparazione supplementare in termini di affiatamento e sincronismo al fine di minimizzare i tempi cosiddetti morti, nei passaggi di testimone o comunque di scambio.
I Giochi olimpici e i vari campionati mondiali e continentali delle varie discipline prevedono diverse gare di staffetta. Dal 2014 la World Athletics organizza le World Relays, una competizione mondiale riservate alle gare di staffetta di atletica leggera.

## Atletica leggera

### Strategia
La staffetta si basa sulla velocità dei diversi componenti e sulla loro coordinazione nel passaggio del testimone. La strategia più comune nella staffetta con quattro persone è mettere il più veloce come ultimo staffettista, il secondo più veloce come primo, il terzo più veloce come secondo e quello più lento come terzo per avere più slam.

### Passaggio del testimone
L'atleta deve passare il testimone al successivo entro una zona delimitata della pista, di solito contraddistinta da alcuni triangoli. Il secondo corridore quando aspetta il testimone si posiziona in un punto studiato in allenamento e al momento opportuno, deciso insieme all'allenatore ed agli altri compagni, inizia a correre. Dopo alcuni passi, quando cioè il compagno dovrebbe essere abbastanza vicino, allunga indietro il proprio braccio ed allarga la mano in modo che il corridore precedente possa passargli il testimone.
Di solito il secondo staffettista viene avvisato dal compagno che lo segue con un grido, in modo che sappia quando poter chiudere la mano e partire. Nella media e lunga distanza i corridori hanno il tempo di girare la testa per vedere la posizione del compagno e sapere quando poter afferrare il testimone senza rischiare di farlo cadere.

### Tipi di staffette
Nell'atletica leggera ci sono diversi tipi di staffette: le due più praticate sono la staffetta 4×100 metri e la 4×400 metri, che di solito chiude il programma delle manifestazioni. È molto difficile misurare esattamente i singoli tempi in una staffetta. Infatti se, per esempio, una squadra corre la 4×400 m in 3'00" non è detto che ciascun atleta abbia corso i propri 400 m in 45 secondi.
La staffetta 4×400 m parte con gli atleti in linea che percorrono tutta la prima frazione all'interno della propria corsia, compreso il passaggio del testimone. Nella seconda frazione, invece, dopo i primi 100 m gli atleti escono dalle corsie e possono posizionarsi tutti nella prima, senza però interferire l'uno con l'altro dandosi fastidio, nello stesso modo degli 800 m. I passaggi di testimone successivi avvengono facendo posizionare gli atleti dalla prima all'ultima corsia nell'ordine in cui sono posizionati, cioè il primo nella prima corsia più interna e così via. Nella terza e nella quarta frazione il cambio del testimone deve avvenire prima della linea di arrivo, ovvero la linea di tangente A.
Altri tipi di staffette esistenti sono la staffetta 4×200 metri, la staffetta 4×800 metri, la staffetta 4×1500 metri, la staffetta svedese e l'ekiden (detta anche staffetta su strada).
Nel 2017, in occasione delle World Relays, è stata inserita nel programma delle staffette la 4×400 metri mista, disciplina in cui vengono schierati in ordine libero due uomini e due donne; dal 2020 la specialità è anche nel programma olimpico dell'atletica leggera.

### Regolamento
Una squadra può essere squalificata per i seguenti motivi.
- Perdita del testimone nella corsia avversaria.[1]
- Errore nel passaggio del testimone (tra cui passaggio del testimone al di fuori della zona segnata).
- Falsa partenza.[2]
- Disturbo di un altro corridore.
- Impedimento del passaggio del testimone di un'altra squadra.
- Uscita dalla propria corsia o altri danneggiamenti agli avversari.